# Kovalenko (Séverskaya)
Kovalenko (del ruso: Коваленко) es un jútor del raión de Séverskaya, en el krai de Krasnodar de Rusia. Está situado en la orilla izquierda del Ubin, afluente del río Afips, de la cuenca del Kubán, 11 km al norte de Séverskaya y 23 km al suroeste de Krasnodar, la capital del krai. Tenía 641 habitantes en 2010.
Pertenece al municipio Afípskoye.
Dos kilómetros al nordeste se halla el embalse Shapsúgskoye, en la desembocadura del Afips.